# Saatchi & Saatchi
Saatchi & Saatchi – globalna agencja reklamowa, założona w Londynie w Wielkiej Brytanii, z biurami w ponad 80 krajach na całym świecie z główną siedzibą w Nowym Jorku w Stanach Zjednoczonych. Uznawana jest za jedną z największych nazw w brytyjskiej branży reklamowej i za najbardziej wpływową agencję na świecie.
Londyńskie biuro firmy znajduje się na Charlotte Street i posiada własny pub o nazwie The Pregnant Man (pol. mężczyzna w ciąży), co jest nawiązaniem do bardzo znanej pierwszej reklamy Saatchi dotyczącej antykoncepcji.

## Historia
Saatchi & Saatchi zostało założone przez braci Maurice'a (aktualnie Lord Saatchi) i Charlesa Saatchi w 1970 roku w Londynie. W swoich wczesnych latach agencja ta uznawana była za najbardziej kreatywną agencją w Londynie i zatrudniała ludzi którzy później stawali się wielkimi nazwiskami w branży reklamowej. W 1995 bracia Saatchi odeszli z firmy i założyli oddzielną agencję M&C Saatchi. W tym samym roku firma dołączyła do Cordiant Communications Group. W 1997 firma wkroczyła w nowy etap swojej działalności, kiedy to oficjalnie usunęła przymiotnik "reklamowa" ze swojej nazwy. Było to za sprawą kierownictwa Kevina Robertsa, który nazywał agencję "firmą pomysłów". W 2000 roku Saatchi & Saatchi dołączyło do Publicis Groupe, globalnego koncernu reklamowego z siedzibą w Paryżu we Francji. W 2007 roku Saatchi & Saatchi nawiązało współpracę z siostrzaną agencją Fallon tworząc nowy alians Saatchi & Saatchi Fallon.